# Liste der Steinkreuze in der Stadt Weiden in der Oberpfalz
In dieser Liste der Steinkreuze in der Stadt Weiden in der Oberpfalz sind die Steinkreuze (Sühnekreuze, Kreuzsteine etc.) in der Stadt Weiden in der Oberpfalz in der Oberpfalz, Bayern aufgelistet. Diese Liste erhebt keinen Anspruch auf Vollständigkeit.
| Gemeinde, Ortsteil                     | Lage                                              | Objekt                             | Beschreibung | Akten-Nr.      | Bild                              |
| -------------------------------------- | ------------------------------------------------- | ---------------------------------- | --- | -------------- | --------------------------------- |
| Weiden in der Oberpfalz                | Am Gries (Standort)                               | Steinkreuz                         | Steinkreuz mit reliefierten Zeichen, Granit, um 1500. Daneben drei Steinbänke und Tisch, Granit, zusammengesetzt aus Teilen der ehem. Stadtbachbefestigung von 1536. | D-3-63-000-180 | BW                                |
| Weiden in der Oberpfalz                | Leuchtenberger Straße (Standort)                  | Bildstock, sogenannte Weiße Marter | Gefaster Granitpfeiler mit Laterne, um 1470, ab 1534 nachweisbar Steinkreuz, sogenanntes Pfaffenkreuz, mit Darstellung eines Kelches, Granit, ab 1588 nachweisbar    | D-3-63-000-144 | weitere Bilder \| Fotos hochladen |
| Weiden in der Oberpfalz                | Bei Wasserhochbehälter an der B 22 (Standort)     | Steinkreuze                        | eines bez. 1473; beide innerhalb der Einfriedung des Wasserhochbehälters an der B 22. Nicht nachqualifiziert.                                                        | D-3-63-000-145 | weitere Bilder \| Fotos hochladen |
| Weiden in der Oberpfalz, Mooslohe      | Forst (Standort)                                  | Zwei Steinkreuze                   | das nordöstliche mit der Darstellung eines Radkreuzes, um 1500 | D-3-63-000-146 | weitere Bilder \| Fotos hochladen |
| Weiden in der Oberpfalz, Oedenthal     | Oedenthal (Standort)                              | Steinkreuz                         | mittelalterlich, mit eingeritzten Zeichen; am Raitenbach zwischen Oedenthal und Trauschendorf. Nicht nachqualifiziert.                                               | D-3-63-000-161 | BW                                |
| Weiden in der Oberpfalz, Tröglersricht | Weg von Weiden-Zollhaus nach Oberhöll. (Standort) | Steinkreuz                         | mit Schrift, mittelalterlich, sog. Kroatenstein; am Weg von Weiden-Zollhaus nach Oberhöll. Nicht nachqualifiziert.                                                   | D-3-63-000-177 | BW                                |